# Drowning Pool
Drowning Pool est un groupe de nu metal américain, originaire de Dallas, au Texas. Après la publication de leur premier album, Sinner, le chanteur Dave Williams est retrouvé mort le 14 août 2002 des suites d'une défaillance cardiaque. 
Jason Jones, remplaçant de Williams en 2003, participe à un album, Desensitized, mais quitte le groupe en 2005 à cause de divergences musicales. Ryan McCombs du groupe de heavy metal SOiL remplace ensuite Jones et participe à deux albums, Full Circle et Drowning Pool. Cependant, McCombs quitte le groupe en 2011 pour rejoindre SOiL. Jasen Moreno est annoncé en remplacement de McCombs en 2012, et participe à l'album Resilience en 2013. En 2016, le groupe publie l'album Hellelujah.

## Biographie

### Débuts (1996–2001)
L'histoire de Drowning Pool commence au Texas ; Mike Luce et C.J. Pierce quittent la Nouvelle-Orléans, pour rejoindre leur ami Stevie Benton à Dallas. Ils y expriment pleinement leur passion du rock, sentant toutefois qu'il leur manque un leader charismatique. Dave Williams, habitué de la scène rock texane, semble tout indiqué. Le chanteur s'intègre parfaitement et rapidement au groupe qui prend alors une nouvelle dimension. Le nom du quartet, Drowning Pool, fait référence au film de 1975 du même nom avec Paul Newman. Leur première démo atterrit dans les mains du groupe Sevendust, qui invite le quatuor à le suivre en tournée. Les concerts et les rencontres s'enchaînent: Kittie, Hed Pe... sans qu'aucun contrat ne soit néanmoins signé.

### SinneretDesensitized(2001–2005)
Connus sur tout le continent américain, ils enregistrent une seconde démo, qui cartonne dans les radios et qui leur permet de signer chez Wind-Up Records. Sous l'égide de leur producteur Jay Baumgardner, Drowning Pool sortent leur premier album Sinner début 2002. Ils participeront à de nombreux festivals tels que l'Ozzfest d'Ozzy Osbourne, ainsi que le Music as a Weapon Tour de Disturbed. Durant leur tournée de l'Ozzfest 2002, dans l'ivresse de cette notoriété naissante, est survenu un drame ; le chanteur Dave Williams s'éteint au milieu de la nuit, dans le bus de tournée, d'une défaillance cardiaque, plus tard diagnostiquée de cardiomyopathie,. Malgré le choc, le groupe décide tout de même de continuer et de chercher un nouveau chanteur. En 2003, le groupe songe à Jason « Gong » Jones pour remplacer Williams et publient l'album Desensitized en 2004. À cette période, le groupe change de style visuel : d'un style chaotique, grimaçant et anti-social mené par leur ancien chanteur, ils passent à un style moins violent basé sur le sex-appeal. Malgré le succès de leur single Step Up, l'album n'a pas plus d'impact que Sinner, et le groupe annonce le départ de Jason Jones le 14 juin 2005, pour « différents irréconciliables. »
Le groupe annonce que leur futur chanteur sera annoncé à l'Ozzfest de Dallas. Le 20 juillet 2005, le site SMNNews révèle Ryan McCombs, ancien chanteur de SOiL.

### Full CircleetDrowning Pool(2006–2011)

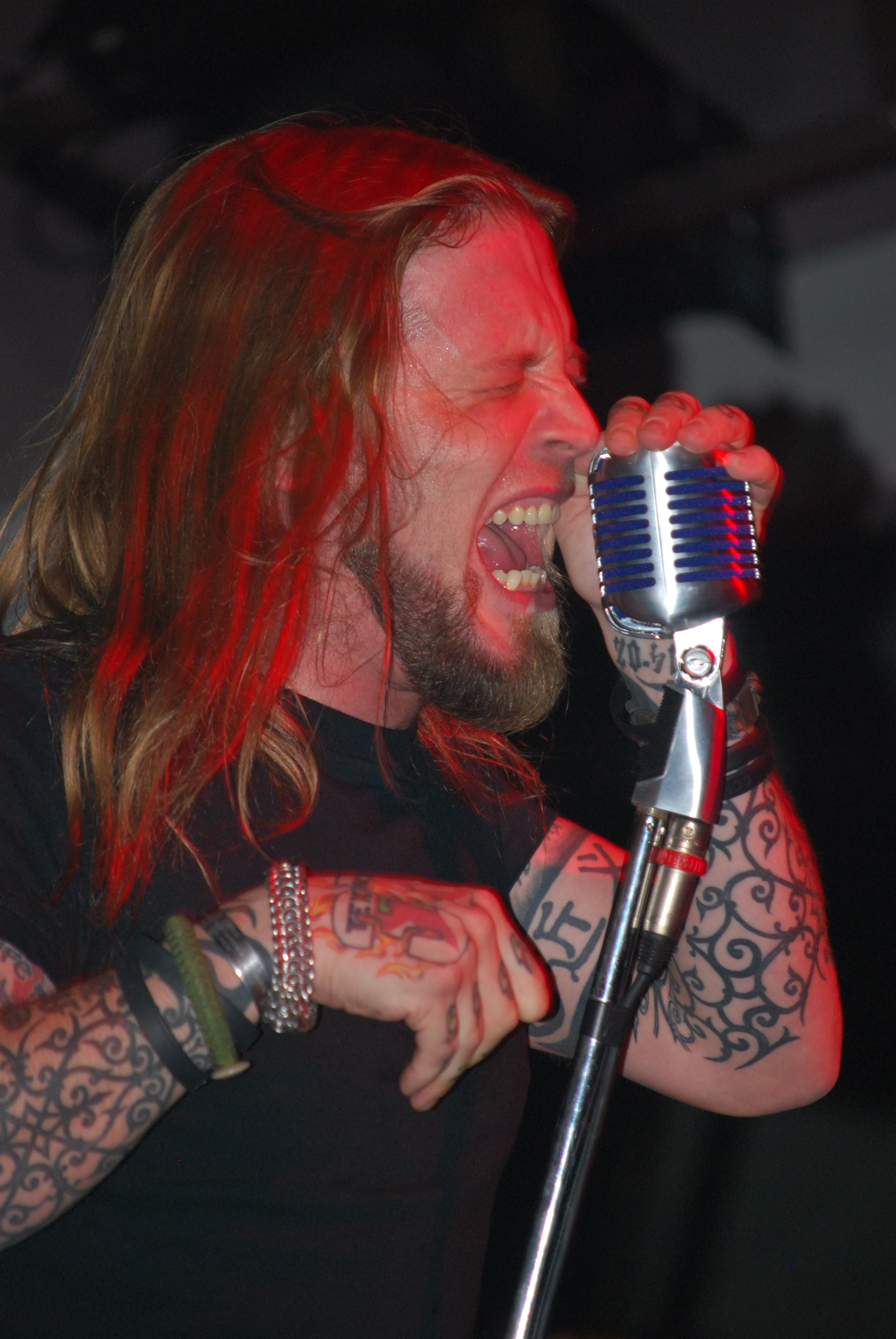
Ryan McCombs, troisième chanteur de Drowning Pool, sur scène avec le groupe en novembre 2010.

En 2006, le groupe se sépare de Wind-up Records. En octobre 2006, une nouvelle chanson, No More, est annoncée pour la bande originale de Saw III, leur première (à l'exception de Rise Up) avec McCombs. Le groupe signe un nouveau contrat avec Eleven Seven Music puis avec une nouvelle société de management, Tenth Street Entertainment. Le troisième album du groupe, Full Circle, est publié le 7 août 2007. Deux des chansons de l'album sont produites par Funny Farm Records, dirigé par le bassiste de Mötley Crüe Nikki Sixx et l'ancien guitariste des Beautiful Creatures DJ Ashba. Les chansons restantes sont produites par Ben Schigel aux Spider Studios dans l'Ohio. 
Le groupe part en tournée avec Saliva en Amérique du Nord, et avec les Sick Puppies et Seether,. Plus tard dans l'année, le groupe annonce travailler sur un quatrième album. Le 3 mars 2009, le groupe publie un album live, Loudest Common Denominator, composé de versions acoustiques des titres Shame et 37 Stitches extraites de l'album Full Circle.
Le groupe achève son album homonyme aux côtés du producteur Kato Khandwala aux studios House of Loud dans le New Jersey. Le premier single de l'album, Feel Like I Do, est publié en téléchargement gratuit sur le site web officiel du groupe, et l'album est publié le 27 avril 2010. Le 7 novembre 2011, C.J. Pierce et Mike Luce annoncent un nouveau projet musical avec les membres de Nonpoint Zach Broderick er Ken McMillan, appelé Voodoo Corps. 

### ResilienceetHellelujah(depuis 2012)
En novembre 2011, McCombs quitte le groupe pour rejoindre SOiL pour une tournée et un nouvel album. Le groupe, de nouveau sans chanteur, commence à écrire des chansons pour leur cinquième album, tout en cherchant un nouveau chanteur. En juillet 2012, Jasen Moreno, de The Suicide Hook, devient leur nouveau chanteur. Le 14 août, dix ans après le décès de Dave Williams, le groupe publie une chanson commémorative intitulée In Memory of.... Deux autres singles sont composés avec Moreno, Saturday Night en novembre 2012 et One Finger and a Fist en décembre 2012, avant la publication de leur cinquième album, Resilience, le 9 avril 2013. Le 10 septembre 2014, le groupe annonce la célébration de Sinner avec une tournée américaine organisée le 22 novembre.
Le groupe signe au label eOne Music en août 2015. Le 13 octobre 2015, le sixième album du groupe, Hellelujah, est annoncé pour le 22 janvier 2016 au label eOne Music avec le producteur Jason Suecof. La date de sortie est repoussée au 5 février. Le 19 novembre 2015, le groupe publie un nouveau single de l'album Hellelujah, intitulé By the Blood. Le 17 mai 2016, le groupe annonce sa participation à la super tournée Make America Rock Again entre été et fin 2016. La tournée se déroulera avec Trapt, Saliva, Saving Abel, Crazy Town, 12 Stones, Tantric, Fuel, Puddle of Mudd, et P.O.D..

## "Revolution"
Fin 2023, le groupe annonce sa séparation avec le frontman Jasen Moreno Jasen, dans le groupe depuis 2012. Dès lors, c'est Ryan McCombs qui revient au chant, en parallèle de son autre groupe, Soil.

## Polémiques
Le groupe est souvent critiqué et impliqué dans plusieurs polémiques souvent liées à une mauvaise interprétation des paroles de leur single Bodies. En 2011, la chanson est associée à la fusillade de Tucson. Peu après la fusillade, le groupe publie un communiqué de presse : « Nous sommes dévastés par ce qu'il s'est passé en Arizona et que notre chanson ait été mal comprise. Bodies [...] n'a jamais parlé de violence. »
Bodies a constamment été utilisé lors d'interrogatoires dans les camps de Guantánamo en 2003, en particulier lors de séances d'interrogations avec Mohamedou Ould Slahi en 2006 tandis qu'il était « exposé à un niveau variable de lumières »,,. Le 9 décembre 2008, le bassiste du groupe Stevie Benton explique à l'Associated Press être honoré que leur musique soit utilisée par l'armée américaine afin de torturer des prisonniers en captivité. Le 13 décembre 2008, il publie des excuses sur le profil MySpace du groupe arguant que ses explications « ont été sorties de leur contexte. »

## Style musical et influences
Le style musical de Drowning Pool est considéré comme du heavy metal,,, du metal alternatif, du hard rock,, nu metal,, et du post-grunge,. Le groupe s'inspire du black metal et du death metal, et de groupes comme Bathory, Metallica, Anthrax, Testament, Slipknot, Alice in Chains, SOiL, Opeth, Soundgarden, AC/DC, Led Zeppelin, Mötley Crüe, Beatles et Pantera,,.

## Membres

### Membres actuels
- C.J. Pierce - guitare, chant (depuis 1996)
- Mike Luce - batterie, chant (depuis 1996)
- Stevie Benton - basse, chant (depuis 1996)
- Ryan McCombs - chant (2005-2011; 2023-20**)

### Anciens membres
- Dave Williams - chant (1996-2002)
- Jason Jones - chant (2003-2005)
- Jasen Moreno - chant (2011-2023)

## Discographie

### Albums studio
- 2001 : Sinner
- 2004 : Desensitized
- 2007 : Full Circle
- 2010 : Drowning Pool
- 2013 : Resilience
- 2016 : Hellelujah

### Album live
- 2009 : Loudest Common Denominator

### Album vidéo
- 2002 : Sinema

### EP et démos
- 2000 : Pieces of Nothing
- 2000 : The Drowning Pool
- 2001 : The Bodies EP

### Singles
- Bodies (2001)
- Tear Away (2002)
- Sinner (2002)
- Step Up (2004)
- Love and War (2004)
- Killin' Me (2005)
- Soldiers (2007)
- Enemy (2007)
- 37 Stitches (2008)
- Shame (2009)
- Feel Like I Do (2010)
- Turn so Cold (2010)
- Let the Sin Begin (2011)
- In Memory of (2012)
- Saturday Night (2012)
- One Finger and a Fist (2013)

### Bandes originales
- Break You (2002)
- Bodies (2002)
- The Man Without Fear (2003)
- Step Up (2004)
- No more (2006)